# Acicarpha
Acicarpha – rodzaj roślin z rodziny Calyceraceae. Obejmuje 7 gatunków występujących w tropikach Ameryki Południowej. Centrum największego zróżnicowania rodzaju jest południowa Brazylia. Najbardziej rozległy zasięg ma Acicarpha tribuloides, który rośnie także jako gatunek introdukowany we wschodniej części Stanów Zjednoczonych.
A. tribuloides jest chwastem w uprawach w Ameryce Południowej, lokalnie jest też wykorzystywany jako roślina lecznicza.

## Morfologia

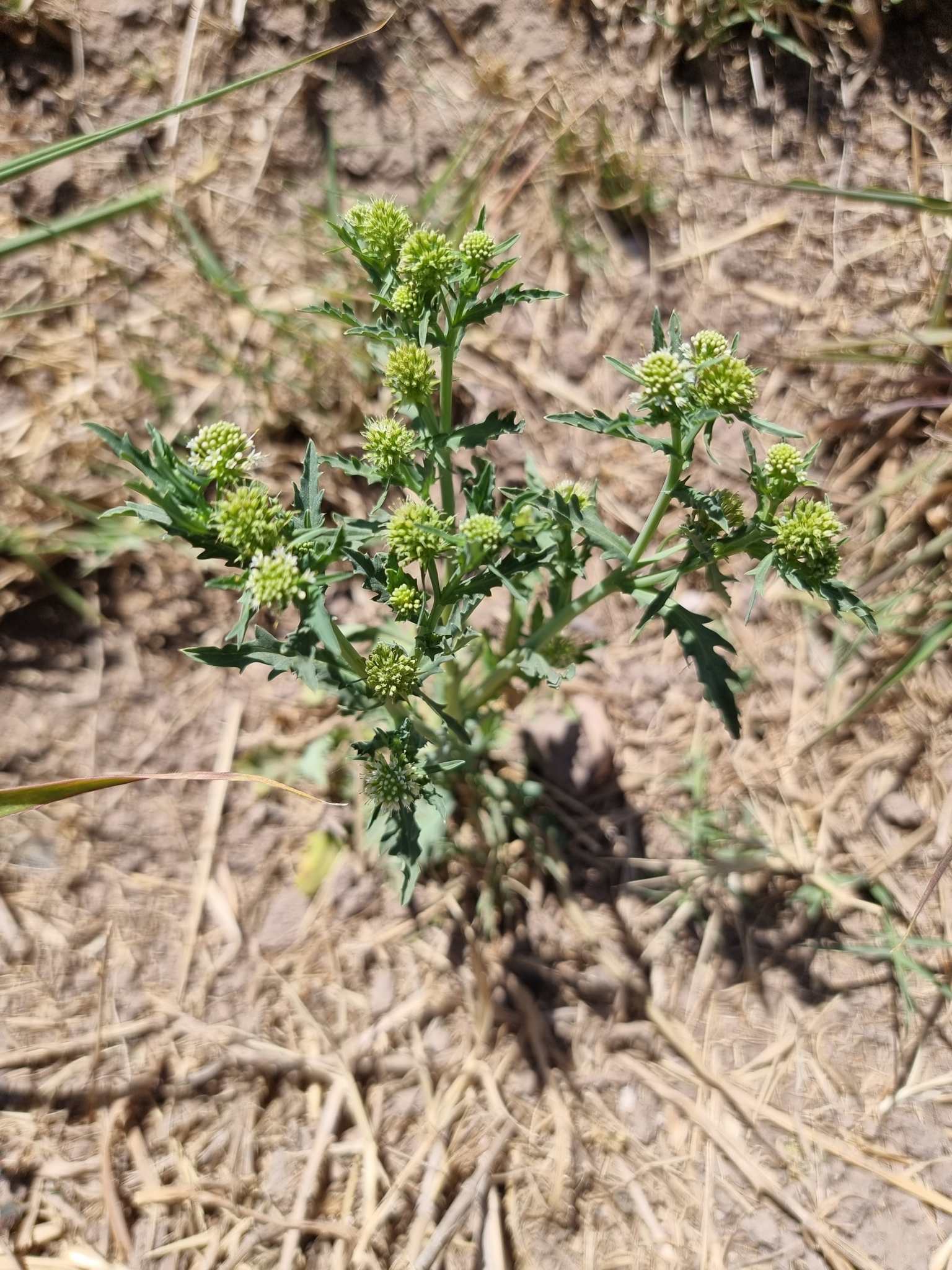
Acicarpha tribuloides

PokrójJednoroczne i wieloletnie rośliny zielne. Pędy prosto wzniesione lub płożące się, mniej lub bardziej rozgałęzione. Główny pęd kończy się szczytowym kwiatostanem, który przerastany jest przez jego boczne odgałęzienia.
LiścieSiedzące i ogonkowe, całobrzegie, ząbkowane lub pierzasto wcinane.
KwiatyZebrane w pojedyncze główki tworzące się szczytowo. Okrywa kwiatostanu tworzona jest przez listki o różnej długości, wyrastające po 5 w każdym rzędzie i zrastające się w dolnej części. Listki podobne są do górnych liści. Dno kwiatostanu jest wypukłe do stożkowatego. Plewinki (przysadki) są równowąskie do lancetowatych, wolne. Kwiaty w obrębie kwiatostanu są dwojakiego rodzaju – zewnętrzne (dolne) są obupłciowe, podczas gdy środkowe (górne) są męskie. Korona kwiatu jest długą, wąską rurką podzieloną głęboko na 5 łatek. Pręcików jest 5, schowanych w rurce korony i w dolnej części z nią zrośniętych. Pylniki zrastają się ze sobą w dolnej części, a w górnej części odginają się w czasie kwitnienia na zewnątrz.
OwoceNiełupki walcowate lub stożkowate, zwieńczone trwałym kielichem mającym postać wydłużonych kolców. Skrajne owoce w kwiatostanie zrośnięte są ze sobą w pierścień i z dnem kwiatostanowym.

## Systematyka
Pozycja według APweb (aktualizowany system APG IV z 2016)
Jeden z 6 rodzajów rodziny Calyceraceae należącej do rzędu astrowców (Asterales) reprezentującego dwuliścienne właściwe.
Wykaz gatunków
- Acicarpha bupleuroides Less.
- Acicarpha itatiaiae (Dusén) S.Denham & Pozner
- Acicarpha juergensii (Pilg.) S.Denham & Pozner
- Acicarpha obtusisepala Marchesi
- Acicarpha procumbens Less.
- Acicarpha spathulata R.Br.
- Acicarpha tribuloides Juss.